# الحسن بنغورا
الحسن بنغورا (بالفرنسية: Alhassane Bangoura)‏ (30 مارس 1992 كوناكري غينيا - ) هو لاعب كرة قدم غيني، شارك في كأس الأمم الأفريقية 2012.

## روابط خارجية
- الحسن بنغورا على موقع الدوري الأمريكي (الإنجليزية)
- الحسن بنغورا على موقع قاعدة بيانات كرة القدم.إي يو (الإنجليزية)
- الحسن بنغورا على موقع ناشيونال فوتبول تيمز (الإنجليزية)
- الحسن بنغورا على موقع Soccerway.com (الإنجليزية)
- الحسن بنغورا على موقع عالم كرة القدم.نت (الإنجليزية)
- الحسن بنغورا على موقع AS.com (الإسبانية)